# 川島千代吉
川島 千代吉（かわしま ちよきち、1897年（明治30年）10月30日 - 1964年（昭和39年）11月14日）は、大正から昭和時代の政治家。公選初代北海道花咲郡歯舞村長。

## 経歴・人物
北海道花咲郡珸瑤瑁村（現・根室市）に生まれる。高等尋常小学校を卒業後、昆布採取業、カニ漁業に従事する。1947年（昭和22年）歯舞村長選挙に民主党から出馬し、日本社会党の佐野信に圧倒的な大差をつけ当選した。その後、3期連続当選した。
3期目は、根室市への合併反対を貫いたものの村議会の反発にあい、1957年（昭和32年）10月の選挙で合併賛成派の竹村幸太郎に敗れ落選した。その後、1961年（昭和36年）根室市議会議員選挙に当選し、厚生常任委員長、総務常任委員などを務めた。晩年は雑貨商を営んだ。